# 알파 (금융)
투자에서 알파(alpha)는 특정 투자를 적절한 주가 지수와의 비교하여 낸 능동적 성과를 측정한 것이다. 어떤 투자의 알파가 1%라고 할 때, 이는 특정 기간 동안 그 투자의 투자자본수익률이 같은 기간 동안 베타가 반영된 시장수익률보다 1%p 더 높다는 것을 의미한다. 반대로 알파가 음수라면 그것은 해당 투자가 시장수익률보다 더 낮은 투자자본수익률을 기록했다는 것이다. 알파는 베타와 함께 자본자산 가격결정 모형(CAPM)의 두 핵심 상관계수로 현대 포트폴리오 이론에서 사용되며 표준 편차, 결정계수, 샤프 비율과 밀접하게 연관되어 있다.
상장지수 펀드 등 인덱스 펀드에 쉽게 투자할 수 있는 현대 금융시장에서 알파는 뮤추얼 펀드나 비슷한 다른 투자상품의 성과를 가늠하는 데 널리 사용된다. 일정 비율의 수수료를 부과하는 이러한 투자상품들은 인덱스 펀드와 비교할 때, 수수료보다 더 많은 알파를 내야 수익성이 있다. 역사적으로 많은 전통적인 펀드들은 음수의 알파를 보여왔으며 이는 인덱스 펀드와 비전통적인 헤지펀드로의 자본도피를 불러왔다.
자본자산 가격결정 모형을 통해 투자 포트폴리오의 이론적인 성과를 분석하기도 하며, 이때 실제 성과와 이론적 성과의 격차를 젠센의 알파(Jensen's alpha)라고 한다. 젠센의 알파는 단일한 주가 지수로부터 대표성을 기대할 수 없는, 비전통적이거나 특정한 자산에 집중적인 펀드를 분석할 때 유용하다.

## 자본자산 가격결정 모형에서의 정의
알파 계수(alpha coefficient, {\displaystyle \alpha _{i}})는 단일지표모형(single-index model, SIM)의 매개변수이며, 증권특성선(security characteristic line, SCL)의 절편 즉 시장 모델 회귀에서의 상수이다.
{\displaystyle \mathrm {SCL} :R_{i,t}-R_{f}=\alpha _{i}+\beta _{i}\,(R_{M,t}-R_{f})+\varepsilon _{i,t}}
{\displaystyle t} 시점의 위 식에서:
- {\displaystyle R_{i}}: 해당 포트폴리오가 실현한 수익률
- {\displaystyle R_{M}}: 시장 수익률
- {\displaystyle R_{f}}: 무위험 수익률(risk-free rate)
- {\displaystyle \beta _{iM}}: 포트폴리오의 베타

효율적인 시장이 가정된다면 예상 알파 계수는 0이다. 그러므로 알파 계수는 어떠한 투자가 그것이 내포한 위험이 고려되었을 때에 얼마나 수익을 내는지를 나타낸다.
- {\displaystyle \alpha _{i}<0}: 해당 투자는 그 위험에 비해 적은 수익을 내었다.
- {\displaystyle \alpha _{i}=0}: 해당 투자는 그 위험에 상응하는 정도의 수익을 내었다.
- {\displaystyle \alpha _{i}>0}: 해당 투자는 그 위험에 상응하는 것 이상의 수익을 내었다.

예를 들어 포트폴리오의 수익률이 20%라면 높은 수익을 낸 것으로 보일 수 있으나, 그것이 매우 위험한 포지션을 취하고 있었다면 알파의 값은 음수가 될 수 있다.